# Saint-Christophe-le-Jajolet

Saint-Christophe-le-Jajolet este o comună în departamentul Orne, Franța. În 1 ianuarie 2018 avea o populație de 241 de locuitori.